# Morti nel 2015/Ottobre
| Questa pagina contiene informazioni ricavate automaticamente dalle voci biografiche con l'ausilio del template Bio e di un bot. L'aggiornamento è periodico e automatico e ricostruisce completamente la pagina. Se manca una persona in questa lista, sei pregato di non aggiungerla, ma accertati piuttosto che la sua voce biografica contenga il template Bio e che i dati anagrafici siano correttamente compilati. Se il template Bio manca, inseriscilo tu stesso o, in alternativa, metti l'avviso {{tmp\|Bio}} che ne segnala la mancanza. Se i dati riportati sono sbagliati, correggi direttamente la voce biografica; le modifiche saranno visibili in questa lista entro pochi giorni. Per chiarimenti vedi il progetto biografie. La lista contiene solo le 160 persone che sono citate nell'enciclopedia e per le quali è stato implementato correttamente il template Bio. Pagina aggiornata al 10 mag 2025. |

- 1º ottobre - Božo Bakota, calciatore jugoslavo (n. 1950)
- 1º ottobre - Jacques Brodin, schermidore francese (n. 1946)
- 1º ottobre - Don Edwards, politico e agente segreto statunitense (n. 1915)
- 2 ottobre - Naim Araidi, poeta, insegnante e diplomatico palestinese (n. 1950)
- 2 ottobre - Eric Arturo Delvalle, politico e imprenditore panamense (n. 1937)
- 2 ottobre - Brian Friel, drammaturgo e scrittore irlandese (n. 1929)
- 3 ottobre - Birgit Bjørnvig, politica danese (n. 1936)
- 3 ottobre - Denis Healey, politico inglese (n. 1917)
- 3 ottobre - Isao Hosoe, ingegnere e designer giapponese (n. 1942)
- 3 ottobre - Bassel Khartabil, informatico e attivista siriano (n. 1981)
- 3 ottobre - Marguerite Lafiteau, ginnasta e cestista francese (n. 1909)
- 3 ottobre - João Leithardt Neto, calciatore brasiliano (n. 1958)
- 3 ottobre - Rodolfo Maltese, chitarrista, trombettista e compositore italiano (n. 1947)
- 4 ottobre - Yves Barsacq, attore e doppiatore francese (n. 1931)
- 4 ottobre - Martin Geffert, astronomo tedesco (n. 1922)
- 4 ottobre - Ermes Nadalin, allenatore di calcio e calciatore italiano (n. 1938)
- 4 ottobre - Eduardo Pavlovsky, psichiatra e drammaturgo argentino (n. 1933)
- 4 ottobre - Neal Walk, cestista statunitense (n. 1948)
- 4 ottobre - Hovhannes Zanazanyan, calciatore e allenatore di calcio sovietico (n. 1946)
- 5 ottobre - Chantal Akerman, regista, sceneggiatrice e artista belga (n. 1950)
- 5 ottobre - Frank Albanese, attore statunitense (n. 1931)
- 5 ottobre - Joker Arroyo, politico, avvocato e attivista filippino (n. 1927)
- 5 ottobre - Larry Brezner, produttore cinematografico statunitense (n. 1942)
- 5 ottobre - Flavio Emoli, calciatore italiano (n. 1934)
- 5 ottobre - Sean Graham, regista, sceneggiatore e produttore cinematografico tedesco (n. 1920)
- 5 ottobre - Óscar Herrera, calciatore cileno (n. 1959)
- 5 ottobre - Henning Mankell, scrittore svedese (n. 1948)
- 5 ottobre - Andrew Rubin, attore statunitense (n. 1946)
- 5 ottobre - Carlo Maria di Borbone-Due Sicilie, principe (n. 1938)
- 6 ottobre - Edgardo Alboni, partigiano e politico italiano (n. 1919)
- 6 ottobre - Christine Arnothy, scrittrice francese (n. 1930)
- 6 ottobre - Loris Baldi, aviatore e militare italiano (n. 1919)
- 6 ottobre - Kevin Corcoran, attore e produttore cinematografico statunitense (n. 1949)
- 6 ottobre - Gaspare De Caro, storico, scrittore e saggista italiano (n. 1930)
- 6 ottobre - Piero Ghibaudo, ciclista su strada italiano (n. 1958)
- 6 ottobre - Árpád Göncz, scrittore, traduttore e politico ungherese (n. 1922)
- 6 ottobre - Billy Joe Royal, cantante statunitense (n. 1942)
- 6 ottobre - Giovanni Venturi, politico italiano (n. 1922)
- 7 ottobre - Gene Allen, scenografo statunitense (n. 1918)
- 7 ottobre - Dominique Dropsy, calciatore francese (n. 1951)
- 7 ottobre - Harry Gallatin, cestista e allenatore di pallacanestro statunitense (n. 1927)
- 7 ottobre - Massimo Scaglione, regista e politico italiano (n. 1931)
- 7 ottobre - Gail Zappa, imprenditrice statunitense (n. 1945)
- 7 ottobre - Jurelang Zedkaia, politico marshallese (n. 1956)
- 8 ottobre - Jim Diamond, cantante britannico (n. 1951)
- 8 ottobre - Tom Goode, giocatore di football americano statunitense (n. 1938)
- 8 ottobre - Rubén Maidana, pallanuotista argentino (n. 1923)
- 8 ottobre - István Nemeskürty, storico, scrittore e sceneggiatore ungherese (n. 1925)
- 8 ottobre - Alina Szostak, cestista polacca (n. 1937)
- 9 ottobre - Rinaldo Fabris, presbitero, biblista e teologo italiano (n. 1936)
- 9 ottobre - Geoffrey Howe, politico britannico (n. 1926)
- 9 ottobre - Ferruccio Maruffi, scrittore italiano (n. 1924)
- 9 ottobre - Dave Meyers, cestista statunitense (n. 1953)
- 9 ottobre - Jerry Parr, poliziotto statunitense (n. 1930)
- 9 ottobre - Sergio Toigo, ciclista su strada e ciclocrossista italiano (n. 1924)
- 9 ottobre - Zdravko Zupan, fumettista, illustratore e storico dell'arte jugoslavo (n. 1950)
- 10 ottobre - Richard Heck, chimico statunitense (n. 1931)
- 10 ottobre - Steve Mackay, sassofonista statunitense (n. 1949)
- 11 ottobre - Dean Chance, giocatore di baseball e dirigente sportivo statunitense (n. 1941)
- 11 ottobre - Giuseppe Giovanniello, politico italiano (n. 1927)
- 11 ottobre - Diana Sacayán, attivista argentina (n. 1975)
- 12 ottobre - Sergio Caprari, pugile italiano (n. 1932)
- 12 ottobre - Joan Leslie, attrice statunitense (n. 1925)
- 12 ottobre - Pang Xueqin, attore cinese (n. 1929)
- 12 ottobre - Sakit Əliyev, calciatore azero (n. 1965)
- 13 ottobre - Jack Adams, cestista e allenatore di pallacanestro statunitense (n. 1934)
- 13 ottobre - Vito Li Causi, politico italiano (n. 1946)
- 14 ottobre - Nurlan Balǵymbaev, politico kazako (n. 1947)
- 14 ottobre - Robbie Braithwaite, calciatore nordirlandese (n. 1937)
- 14 ottobre - Marianne Dickerson, maratoneta statunitense (n. 1960)
- 14 ottobre - Mathieu Kérékou, militare e politico beninese (n. 1933)
- 14 ottobre - Florența Mihai, tennista rumena (n. 1955)
- 15 ottobre - Lorenzo Cappelli, politico italiano (n. 1922)
- 15 ottobre - Arrigo Dolso, calciatore italiano (n. 1946)
- 15 ottobre - Sergej Filippenkov, calciatore e allenatore di calcio russo (n. 1971)
- 15 ottobre - Nate Huffman, cestista statunitense (n. 1975)
- 15 ottobre - Settimio Pagnini, allenatore di pallacanestro e partigiano italiano (n. 1921)
- 16 ottobre - Michail Burcev, schermidore sovietico (n. 1956)
- 16 ottobre - Livio Missir di Lusignano, diplomatico e saggista italiano (n. 1931)
- 16 ottobre - Flavio Nicolini, sceneggiatore, scrittore e poeta italiano (n. 1924)
- 17 ottobre - Emory Tate, scacchista e militare statunitense (n. 1958)
- 17 ottobre - Alessandro Damiani, giornalista e scrittore italiano (n. 1928)
- 17 ottobre - Howard Kendall, calciatore e allenatore di calcio inglese (n. 1946)
- 17 ottobre - Manoel da Silva Costa, calciatore brasiliano (n. 1953)
- 17 ottobre - Morando Morandini, critico cinematografico, storico del cinema e giornalista italiano (n. 1924)
- 17 ottobre - Anne-Marie Lizin, politica belga (n. 1949)
- 18 ottobre - Franklin April, calciatore namibiano (n. 1984)
- 18 ottobre - Gamal Ghitani, scrittore e giornalista egiziano (n. 1945)
- 18 ottobre - Frank Watkins, bassista statunitense (n. 1968)
- 18 ottobre - Ignazio Cannavò, arcivescovo cattolico italiano (n. 1921)
- 18 ottobre - Danièle Delorme, attrice francese (n. 1926)
- 18 ottobre - Yoram Gross, regista e produttore cinematografico polacco (n. 1926)
- 18 ottobre - Tommy O'Keefe, cestista e allenatore di pallacanestro statunitense (n. 1928)
- 19 ottobre - Mafalda Molinari, imprenditrice e politica italiana (n. 1923)
- 19 ottobre - Alessandro Plotti, arcivescovo cattolico italiano (n. 1932)
- 19 ottobre - Ali Abdussalam Treki, diplomatico e politico libico (n. 1938)
- 19 ottobre - D.C. Wilcutt, cestista e allenatore di pallacanestro statunitense (n. 1923)
- 20 ottobre - Giorgio D'Adamo, paroliere e bassista italiano (n. 1948)
- 20 ottobre - Makīs Dendrinos, cestista e allenatore di pallacanestro greco (n. 1950)
- 20 ottobre - Bobby Gilbert, calciatore irlandese (n. 1939)
- 20 ottobre - Gino Menicucci, arbitro di calcio italiano (n. 1938)
- 20 ottobre - Juan Negri, calciatore cileno (n. 1925)
- 21 ottobre - Piercarlo Beroldi, tiratore a segno italiano (n. 1928)
- 21 ottobre - Maria Grazia Capulli, giornalista e conduttrice televisiva italiana (n. 1960)
- 21 ottobre - Jim Jodat, giocatore di football americano statunitense (n. 1954)
- 22 ottobre - Mark Murphy, cantante statunitense (n. 1932)
- 23 ottobre - Murphy Anderson, fumettista statunitense (n. 1926)
- 23 ottobre - Krunoslav Hulak, scacchista croato (n. 1951)
- 23 ottobre - Roar Johansen, calciatore norvegese (n. 1935)
- 23 ottobre - Raf Montrasio, chitarrista italiano (n. 1929)
- 23 ottobre - Jim Roberts, allenatore di hockey su ghiaccio e hockeista su ghiaccio canadese (n. 1940)
- 23 ottobre - Beatrice Solinas Donghi, scrittrice e saggista italiana (n. 1923)
- 23 ottobre - Paride Tumburus, calciatore e allenatore di calcio italiano (n. 1939)
- 24 ottobre - Ján Chryzostom Korec, cardinale e vescovo cattolico slovacco (n. 1924)
- 24 ottobre - Maureen O'Hara, attrice irlandese (n. 1920)
- 24 ottobre - Salvatore Pellegrino, politico e sindacalista italiano (n. 1922)
- 24 ottobre - Sergio Santelli, calciatore italiano (n. 1933)
- 24 ottobre - Antonio Stagnoli, pittore e incisore italiano (n. 1922)
- 24 ottobre - Giancarlo Stiz, magistrato italiano (n. 1928)
- 25 ottobre - Dorothy Head Knode, tennista statunitense (n. 1925)
- 25 ottobre - Lisa Jardine, storica e scrittrice britannica (n. 1944)
- 25 ottobre - Georg Müller, vescovo cattolico tedesco (n. 1951)
- 25 ottobre - Flip Saunders, cestista, allenatore di pallacanestro e dirigente sportivo statunitense (n. 1955)
- 25 ottobre - Thomas Sunesson, calciatore svedese (n. 1958)
- 26 ottobre - Willis Carto, politico statunitense (n. 1926)
- 26 ottobre - Bruno Fael, pittore e scultore italiano (n. 1935)
- 26 ottobre - Leo Kadanoff, fisico statunitense (n. 1937)
- 26 ottobre - David Rodriguez, attore e poeta statunitense (n. 1952)
- 27 ottobre - Betsy Drake, attrice, modella e scrittrice statunitense (n. 1923)
- 27 ottobre - Miyu Matsuki, doppiatrice giapponese (n. 1977)
- 27 ottobre - Giovanni Persico, politico e giurista italiano (n. 1927)
- 27 ottobre - Vladimir Sperber, storico italiano (n. 1934)
- 28 ottobre - Julija Balykina, velocista bielorussa (n. 1984)
- 28 ottobre - Nicolás Fuentes, calciatore peruviano (n. 1941)
- 28 ottobre - Jorge Scarso, vescovo cattolico italiano (n. 1916)
- 29 ottobre - Ticky Burden, cestista statunitense (n. 1953)
- 29 ottobre - Bruno Cadetto, politico e partigiano italiano (n. 1919)
- 29 ottobre - Tino Casali, partigiano e politico italiano (n. 1920)
- 29 ottobre - Ernesto Herrera, politico e avvocato filippino (n. 1942)
- 29 ottobre - Boris Kristančić, cestista e allenatore di pallacanestro jugoslavo (n. 1931)
- 29 ottobre - Oddvar Kruge, calciatore norvegese (n. 1926)
- 29 ottobre - Jim Mooney, cestista statunitense (n. 1930)
- 29 ottobre - Umberto Serradimigni, allenatore di calcio e calciatore italiano (n. 1931)
- 29 ottobre - Franz Thaler, pacifista e artigiano italiano (n. 1925)
- 29 ottobre - Ranko Žeravica, cestista e allenatore di pallacanestro jugoslavo (n. 1929)
- 30 ottobre - Clayton Alderfer, psicologo statunitense (n. 1940)
- 30 ottobre - Mel Daniels, cestista e allenatore di pallacanestro statunitense (n. 1944)
- 30 ottobre - Etrio Fidora, giornalista italiano (n. 1930)
- 30 ottobre - Al Molinaro, attore statunitense (n. 1919)
- 30 ottobre - Franco Persiani, ingegnere italiano (n. 1949)
- 30 ottobre - Sinan Şamil Sam, pugile turco (n. 1974)
- 31 ottobre - Ants Antson, pattinatore di velocità su ghiaccio sovietico (n. 1938)
- 31 ottobre - Thomas Blatt, scrittore polacco (n. 1927)
- 31 ottobre - Sergio Donadoni, egittologo italiano (n. 1914)
- 31 ottobre - Ivan Frgić, lottatore jugoslavo (n. 1953)
- 31 ottobre - Gregg Palmer, attore statunitense (n. 1927)
- 31 ottobre - Ryūzō Saki, scrittore giapponese (n. 1937)
- 31 ottobre - Charles Herbert, attore statunitense (n. 1948)
- 31 ottobre - Gus Savage, politico statunitense (n. 1925)
- 31 ottobre - Hans Teuscher, attore, doppiatore e conduttore radiofonico tedesco (n. 1937)